# Oscar Eisengarten
Heinrich Friedrich Oscar Eisengarten, auch Oscar Eisengarten (* 18. Juni 1857 in Halle (Saale); † 4. Mai 1906 in London) war ein deutscher Schriftsetzer.

## Leben
Oscar Eisengarten war der Sohn des Postbeamten Wilhelm Eisengarten († 20. Januar 1866) und seiner Frau Elisabeth Rugge. Er war der Großonkel des NS-Widerstandskämpfers und DDR-Schriftstellers Hasso Grabner. Eisengarten war ab circa 1879 Mitglied der Sozialdemokratischen Arbeiterpartei Deutschlands und des Leipziger Fortbildungsvereins für Arbeiter. Am 5. April 1882 protestierte er gegen seine Ausweisung, weil er von dem Stiefvater seiner Braut, dem Polizisten Gebler, denunziert worden sei. Trotzdem wurde die Ausweisung am 25. April erneut ausgesprochen. Danach soll er nach Schkeuditz verzogen sein. Zwischen 1883 und 1884 emigrierte er auf Grund des Sozialistengesetzes nach London. Durch Vermittlung seines Bekannten Wilhelm Liebknecht gelang es ihm, in der Zeitschrift „Die Neue Zeit“ einen anonymen Aufsatz über „Englands industrielle Reservearmee“ zu veröffentlichen.
Eisengarten war zeitweise Sekretär und Redaktionsassistent von Friedrich Engels und besorgte zwischen Juni 1884 und Februar 1885 das Redaktionsmanuskript von Band 2 des „Kapitals“ von Karl Marx. Das zum größten Teil von Eisengarten handschriftlich gefertigte Manuskript zum zweiten Band benutzte der Verlag von Otto Meißner in Hamburg als Druckvorlage. Es dokumentiert detailliert die redaktionelle Arbeit von Friedrich Engels an dem Werk von Karl Marx nach dessen Tod, die darin bestand, „dass Engels den Text durch Umstellungen, Korrekturen, Tilgungen und Erweiterungen einzelner Worte beziehungsweise ganzer Passagen sowie durch die Übersetzung fremdsprachiger Zitate stark überarbeitet hat.“. Es sind 14 Briefe von Eisengarten an Engels überliefert. Kurz vor seinem Tode übersetzte Eisengarten die Erinnerungen von Friedrich Leßner.
Eisengarten wurde am 12. Mai 1906 auf dem Manor Park Cemetery in London begraben.

## Werke
- Englands industrielle Reservearmee. In: Die neue Zeit. Revue des geistigen und öffentlichen Lebens. 2(1884), Heft 4, S. 164–172 Online
- Englands industrielle Reservearmee. II. In: Die neue Zeit. Revue des geistigen und öffentlichen Lebens. 2(1884), Heft 5, S. 212–221 Online
- Frederick Lessner: Sixty years in the Socialdemocratic movement. Before 1848 and after. Recollections of an old communist. Twentieth Century Press, London 1907.